# Eustrotia obliquisignata
Eustrotia obliquisignata är en fjärilsart som beskrevs av George Francis Hampson 1918. Eustrotia obliquisignata ingår i släktet Eustrotia och familjen nattflyn. Inga underarter finns listade i Catalogue of Life.